# Bischoff – eine Karriere
Bischoff – eine Karriere ist ein Roman des deutschen Schriftstellers Theodor Schübel, der 1987 veröffentlicht wurde.

## Handlung
Der junge ehrgeizige Industriekaufmann Bischoff erreicht erfolgreich die obere Managementebene. In den folgenden Jahren hat sein Beruf absoluten Vorrang in seiner Lebensplanung. So wechseln sich Jahre mit familiären Problemen, Assimilationsherausforderungen innerhalb der neuen sozialen Elite, die den Aufsteiger zunächst ablehnen, innerbetriebliche Konfrontationen und allgemeinen Frustrationen ab. Als er endlich an der angestrebten Spitzenposition seiner Firma angelangt ist, reagiert er nicht wie erwartet euphorisch, sondern vielmehr mit nüchterner Gelassenheit.

## Hintergrund
Thomas Schübel arbeitete vor seiner Schriftstellerkarriere selbst in der Managementebene einer großen Firma, sodass er mit den innerbetrieblichen Mechanismen vertraut war. Das Thema des Romans passte in das gesellschaftliche Klima der Ära Kohl.

## Kritik
„Einen packenden Roman aus dem Wirtschaftsleben: das gibt es also auch […] Und zwar auf beachtlichem erzählerischen Niveau: Schübel, Jahrgang 1925, bisher als Theater- und Fernsehautor bekannt, erreicht bisweilen eine geradezu Fontanesche Ruhe und Klarheit.“

## Ausgaben
- Theodor Schübel: Bischoff – eine Karriere. Droemer Knaur, München 1987, 349 S., ISBN 3-426-19143-1
- Theodor Schübel: Bischoff – eine Karriere. Droemer Knaur, München 1990, 349 S., ISBN 978-3426191439